# علم الإنسان التربوي
علم الإنسان التربوي، أو علم الإنسان التعليمي، هو مجال فرعي لعلم الإنسان ويرتبط على نطاق واسع بالعمل الرائد لمارغريت ميد ولاحقًا، جورج سبيندلر، وسولون كيمبال، وديل هايمز، وجان لاف. اكتسب جاذبية كمجال للدراسة خلال السبعينيات، خاصة بسبب الأساتذة في كلية المعلمين، جامعة كولومبيا. كما يوحي الاسم، ينصب تركيز علم الإنسان التعليمي على التعليم، على الرغم من أن النهج الأنثروبولوجي للتعليم يميل إلى التركيز على الجوانب الثقافية للتعليم، بما في ذلك التعليم غير الرسمي والتعليم الرسمي.
بعض من أقدم النصوص التي جادلت وأوضحت فائدة الأنثروبولوجيا المطبقة في البيئات التعليمية الرسمية كانت التعليم والأنثروبولوجيا (1955)، حرره جورج سبيندلر، ووجهات النظر الأنثروبولوجية في التعليم (1971)، شارك في تحريرها موراي إل واكس، ستانلي دايموند، وفريد أو. جيرنج.
يحاول علماء الأنثروبولوجيا التربوية التركيز على التعليم والتعددية الثقافية، والتعددية التعليمية، وعلم أصول التدريس ذات الصلة ثقافيًا، وأساليب التعلم المحلية والتواصل الاجتماعي. يهتم علماء الأنثروبولوجيا التربويون أيضًا بتعليم المجتمعات الهامشية والمحيطية داخل الدول القومية الكبيرة. إنه أكثر من مجال تطبيقي حيث أن تركيز الأنثروبولوجيا التربوية ينصب على تحسين عملية تعلم التدريس في سياق متعدد الثقافات. أصبحت الأنثروبولوجيا التربوية أكثر ارتباطًا بظهور العولمة، فلدينا الآن فصول دراسية تمثل بوتقة تنصهر فيها الثقافات المختلفة.
بما أن التعليم ينطوي على فهم من نحن، فليس من المستغرب أن يكون القول المأثور الأكثر شهرة في الأنثروبولوجيا التربوية هو أن هذا المجال يهتم بشكل أساسي بنقل الثقافة. يتضمن النقل الثقافي نقل الشعور بالهوية بين الأجيال، والذي يُعرف أحيانًا بالتكيف الثقافي وأيضًا نقل الهوية بين الثقافات، والذي يُعرف أحيانًا باسم التثاقف. وفقًا لذلك، ليس من المستغرب أيضًا أن تركز الأنثروبولوجيا التعليمية بشكل متزايد على الهوية العرقية والتغيير العرقي.